# عقد 520 هـ
عقد 510 هـ هو الفترة بين عام 520 إلى 529 في التقويم الهجري، أي العشر سنوات الثالثة من القرن السادس الهجري.